# SSX Tricky
SSX Tricky is een snowboard-computerspel ontwikkeld door Electronic Arts. Het spel is de tweede in de SSX-serie en werd in 2001 uitgebracht voor PlayStation 2, Xbox, GameCube en Game Boy Advance, een jaar nadat SSX verscheen. Het is het eerste spel in de SSX-reeks waarin de speler zogenaamde "übertricks" kan maken. Voordat dit sequel uitkwam, bracht men al een eerdere (dergelijke game), exclusief voor de PlayStation 2 op de markt.

## Veranderingen in SSX-Tricky
SSX Tricky is kort samengevat, een verbetering van het huidige SSX. SSX Tricky speelt zich op dezelfde speelgebieden af, en met (bijna) dezelfde spelfiguren als SSX. Alhoewel de tracks grondig aangepast zijn, en er twee nieuwe tracks bijgekomen, genaamd Garabaldi en Alaska, blijft het duidelijk zichtbaar dat deze speelgebieden uit het huidige SSX bewerkt zijn. Er zijn in totaal elf spelomgevingen, waarvan er twee nieuw zijn.
Verder zijn er nieuwe mogelijkheden, zoals:
- Het uitvoeren van de nieuwe übertricks, welke een zeer hoog aantal punten opgeven, en alleen uit te voeren zijn, als de Adrenalinemeter, helemaal gevuld is.

- Er is een nieuw systeem toegevoegd, genaamd Knockdown, om mensen van je af te weren. Waar je in SSX al kon slaan, is het hier mogelijk om iemand zo hard te slaan, dat diegene op het sneeuw neervalt, en je Adrenalinemeter helemaal gevuld is, dat het uitvoeren van übertricks weer mogelijk maakt.

## Spelpersonages
In de PAL-versie van SSX Tricky (bedoeld voor Europa en Australië) zijn vijf oude spelfiguren aanwezig die ook in de oudere SSX zaten, en zes nieuwe spelfiguren. De NTSC-versie heeft echter zes oude spelfiguren, en vijf nieuwe. Dit verschil komt door één personage, Mac Fraser, welke in de PAL-versie van de game is vervangen door zijn neef Martin Stieber.
De stemmen van de computergestuurde spelers werden ingesproken door onder meer Macy Gray, Lucy Liu, David Arquette en Billy Zane.

## Tracks
In het computerspel zijn tien tracks aanwezig:
| Naam         | Plaats                             | Niveau               | Lengte (meter) | Hoogteverschil (meter) |
| ------------ | ---------------------------------- | -------------------- | -------------- | ---------------------- |
| Garibaldi    | Canada                             | beginner             | 3150           | 2300                   |
| Snowdream    | Japan                              | beginner             | 2860           | 826                    |
| Elysium Alps | Europa                             | gevorderd            | 6899           | 2505                   |
| Mesablanca   | Zuidwesten van de Verenigde Staten | expert               | 3875           | 2345                   |
| Merqury city | Oostkust Verenigde Staten          | expert               | 3874           | 1384                   |
| Tokyo        | Tokyo                              | super expert         | 1300           | 488                    |
| Aloha        | Hawaï                              | super expert         | 2766           | 1132                   |
| Alaska       | Alaska                             | super expert         | 3400           | 2105                   |
| Pipedream    | Engeland                           | super expert         | 1480           | 870                    |
| Untracked    | Alaska                             | niet geclassificeerd | onbekend       | 2700                   |

## Ontvangst
| Beoordeeld door                | Jaar | Platform      | Score |
| ------------------------------ | ---- | ------------- | ----- |
| GameSpy                        | 2000 | PlayStation 2 | 92%   |
| Gaming Target                  | 2002 | GameCube      | 90%   |
| PSM                            | 2001 | PlayStation 2 | 90%   |
| Armchair Empire, The           | 2002 | Xbox          | 90%   |
| GamePro (US)                   | 2001 | PlayStation 2 | 90%   |
| GameSpy                        | 2002 | GameCube      | 85%   |
| Game Revolution                | 2001 | GameCube      | 83%   |
| Computer and Video Games (CVG) | 2002 | Xbox          | 80%   |
| PGNx Media                     | 2002 | Xbox          | 80%   |
| Xbox Evolved                   | 2004 | Xbox          | 66%   |

## Trivia
- Het spel is opgenomen in het boek 1001 Video Games You Must Play Before You Die van Tony Mott.